# Olena Holosha
Olena Holosha (née le 26 janvier 1982 à Tcherkassy) est une athlète ukrainienne, spécialiste du saut en hauteur.

## Biographie
Olena Holosha remporte la médaille de bronze du des Championnats d'Europe d'Helsinki, derrière l'Espagnole Ruth Beitia et la Norvégienne Tonje Angelsen, terminant ex æquo avec 1,92 m avec la Russe Irina Gordeyeva et la Suédoise Emma Green Tregaro.

## Palmarès
| Date | Compétition                    | Lieu             | Résultat | Marque  |
| ---- | ------------------------------ | ---------------- | -------- | ------- |
| 2012 | Championnats d'Europe          | Helsinki         | 3e       | 1,92 m  |
| 2012 | Jeux olympiques                | Londres          | qual.    | 1,90 m  |
| 2012 | Ligue de diamant               | Ligue de diamant | 6e       | détails |
| 2013 | Championnats d'Europe en salle | Göteborg         | qual.    | 1,89 m  |

## Records
| Épreuve         | Épreuve   | Performance | Lieu           | Date                           |
| --------------- | --------- | ----------- | -------------- | ------------------------------ |
| Saut en hauteur | Plein air | 1,96 m      | Mykolaïv       | 17 juin 2012                   |
| Saut en hauteur | Salle     | 1,95 m      | Eaubonne Soumy | 7 février 2013 15 février 2013 |